# Фогельзанг, Тео
Теодо́р (Тео) Фогельзанг (нем. Theodor "Theo" Vogelsang; род. 23 февраля 1990, Омск, СССР) — немецкий футболист, игравший на позиции полузащитника.
Начав футбольную карьеру в немецком «Фельдхаузене 07», с 2002 года он играл во всех молодёжных командах нидерландского «Твенте», прежде чем в 2009 году попасть в резерв клуба. Через год он был отдан в аренду и в течение двенадцати месяцев выступал за клуб Эрстедивизи «Гоу Эхед Иглз». После своего возвращения летом 2011 года Фогельзанг дебютировал за «Твенте», сыграв в Лиге чемпионов УЕФА.

## Ранние годы
Теодор Фогельзанг родился 23 февраля 1990 года в Омске, в семье немецких переселенцев. В марте 1995 года его семья переехала из России в Германию. С пяти лет Фогельзанг начал играть в футбол, когда ещё ходил в детский сад, а в 1996 году родители отдали его в футбольную секцию клуба «Фельдхаузен 07». Старшие братья Тео (Евгений и Карл) тоже занимались футболом, и они часто сопровождали его на поезде до места тренировки.
После двух или трёх лет в «Фельдхаузен 07», он бы приглашён в сборную района, в которой играли самые талантливые юные спортсмены. По его мнению, многие футболисты там играли намного лучше, чем в его собственном клубе. Несколько лет спустя Тео уже играл за сборную Нижней Саксонии, где уровень игроков был ещё выше.

## Клубная карьера

### Школа «Твенте»
На одном турнире, где выступал «Фельдхаузен 07», на Фогельзанга обратили внимание два скаута нидерландского клуба «Твенте» из Энсхеде. Через некоторое время они пригласили его на просмотр в клуб, где каждую среду проводились учебные занятия, в которых участвовало более 40 юных футболистов. Через пару недель, тренеры «Твенте» предложили Тео заниматься в их юношеской команде («Твенте» Д1), и Фогельзанг дал своё согласие. Для акклиматизации в новом клубе потребовалось несколько месяцев, но он довольно быстро учил нидерландский язык. Фогельзанг продолжал учиться в средней школе в Германии, однако он всё же перевёлся в одну из школ Энсхеде, для того, чтобы ему было легче посещать футбольные тренировки.
В 2007 году он выиграл Суперкубок среди юниоров, а в 2008 году становился победителем молодёжного турнира Кубок Оттен, организованный клубом ПСВ. Пройдя все возрастные команды клуба, в 2009 году Фогельзанг был временно переведён в резервный состав «Твенте» (тренер Кес Лок).
За «Йонг Твенте» Тео дебютировал 29 января в четвертьфинале молодёжного Кубка Нидерландов против «ВВВ-Венло», который завершился победой его команды — 4:1. Но уже в следующем раунде «Йонг Твенте» завершил борьбу за кубок, проиграв АЗ из Алкмара. В той встречи Тео вышел на поле на 61-й минуте, заменив Никиту Рукавицу, но так и не смог помочь команде сравнять счёт. Тем не менее Тео продолжил играть за юниорский состав «Твенте» А1, но уже марте провёл первую игру в чемпионате Нидерландов среди дублирующих команд. Летом того же года, Фогельзанг подписал с «Твенте» свой первый профессиональный контракт.

### Аренда в «Гоу Эхед Иглз»
В конце апреля 2010 года Тео был отдан в аренду клубу первого дивизиона «Гоу Эхед Иглз». В конце июня он провёл первую тренировку в составе «орлов», а уже 30 июня дебютировал во время выставочной игры с клубом «Терволде», в котором подопечные Андриса Улдеринка забили восемь безответных мячей. В следующем выставочном матче, в котором «Гоу Эхед Иглз» встретился с клубом «Эспе», Фогельзанг оформил пента-трик, забив пять голов. Тео принял участие ещё в пяти товарищеских встречах перед началом сезона и отметился голом в игре с «Херенвеном».
В Эрстедивизи Фогельзанг дебютировал 16 августа в матче 1-го тура против роттердамской «Спарты», а уже в следующем матче забил гол в ворота «Вендама». Месяц спустя Тео сыграл в Кубке Нидерландов; 21 сентября «Гоу Эхед Иглз» в рамках третьего раунда кубка на выезде одержал победу над клубом ХСК’21, забив два безответных гола.
После гостевой игры 20-го тура с «Валвейком», в котором была зафиксирована нулевая ничью, главный тренер Улдеринк раскритиковал своего футболиста. Фогельзанг был настолько разочарован высказываниями тренера, что заявил, что хочет поскорее покинуть команду. В общей сложности он сыграл в чемпионате 17 матчей и забил 2 гола. Вернувшись в «Твенте», Тео вскоре отправился на просмотр в «Эммен», в клуб своего бывшего тренера по молодёжной команде «Твенте» Рене Хаке.

### Первая команда «Твенте»
В рамках подготовки к сезону 2011/12 Фогельзанг был переведён в основной состав «Твенте». При новом главном тренере, Ко Адриансе, он отлично сыграл в нескольких товарищеских встречах, и наконец, 26 июля, провёл свой первый официальный матч в составе «Твенте», выйдя на замену в матче третьего квалификационного раунда Лиги чемпионов против румынского «Васлуя». Четыре дня спустя, Тео попал в заявку на матч Суперкубка Нидерландов с «Аяксом». В стартовый состав он не попал и даже не вышел на замену; «Твенте» обыграл амстардамцев со счётом 0:2 и завоевал свой второй суперкубок в истории, однако Фогельзанг всё же получил на церемонии награждении медаль за победу. Тем не менее Фогельзанг больше не был задействован в основном составе; в течение сезона он выступал за резерв «Твенте», с которым стал по итогам чемпионата победителем турнира среди дублирующих составов клубов Эредивизи.

### «Киккерс» Оффенбах
В январе 2013 года Фогельзанг подписал контракт на два года с клубом третьей бундеслиги «Киккерс».

## Достижения
«Твенте»
- Победитель Суперкубка среди юниоров: 2007
- Победитель турнира Кубок Оттен: 2008
- Чемпион Нидерландов среди дублёров: 2011/12
- Обладатель Суперкубка Нидерландов: 2011

## Статистика выступлений
| Клуб             | Сезон            | Чемпионат | Чемпионат | Кубок | Кубок | Еврокубки | Еврокубки | Итого | Итого |
| Клуб             | Сезон            | Игры      | Голы      | Игры  | Голы  | Игры      | Голы      | Игры  | Голы  |
| ---------------- | ---------------- | --------- | --------- | ----- | ----- | --------- | --------- | ----- | ----- |
| → Гоу Эхед Иглз  | 2010/11          | 17        | 2         | 1     | 0     |           |           | 18    | 2     |
| → Гоу Эхед Иглз  | Итого            | 17        | 2         | 1     | 0     |           |           | 18    | 2     |
| Твенте           | 2011/12          | 0         | 0         | 0     | 0     | 1         | 0         | 1     | 0     |
| Твенте           | Итого            | 0         | 0         | 0     | 0     | 1         | 0         | 1     | 0     |
| Киккерс          | 2012/13          | 5         | 0         | 0     | 0     |           |           | 5     | 0     |
| Киккерс          | Итого            | 5         | 0         | 0     | 0     |           |           | 5     | 0     |
| Меппен           | 2014/15          | 11        | 1         | 0     | 0     |           |           | 11    | 1     |
| Меппен           | Итого            | 11        | 1         | 0     | 0     |           |           | 11    | 1     |
| Всего за карьеру | Всего за карьеру | 33        | 3         | 1     | 0     | 1         | 0         | 35    | 3     |